# Bytom Cup
Bytom Cup – męski turniej tenisowy rozgrywany w Bytomiu na kortach ceglanych KS Bytom Górnik. Impreza zaliczana jest do cyklu ITF Men’s World Tennis Tour oraz LOTOS PZT Polish Tour – Narodowy Puchar Polski. Dyrektorem turnieju jest Dariusz Łukaszewski. Pula nagród wynosi 15 000 dolarów amerykańskich.

## Mecze finałowe

### Gra pojedyncza
| Rok  | Zwycięzca    | Finalista           | Wynik         |
| 2022 | Timo Stodder | Gieorgij Krawczenko | 2:6, 6:2, 7:5 |

### Gra podwójna
| Rok  | Zwycięzcy                     | Finaliści                     | Wynik       |
| 2022 | Jakub Menšík Olaf Pieczkowski | Matthew Romios Brandon Walkin | 7:6(3), 7:5 |